# 意大利体

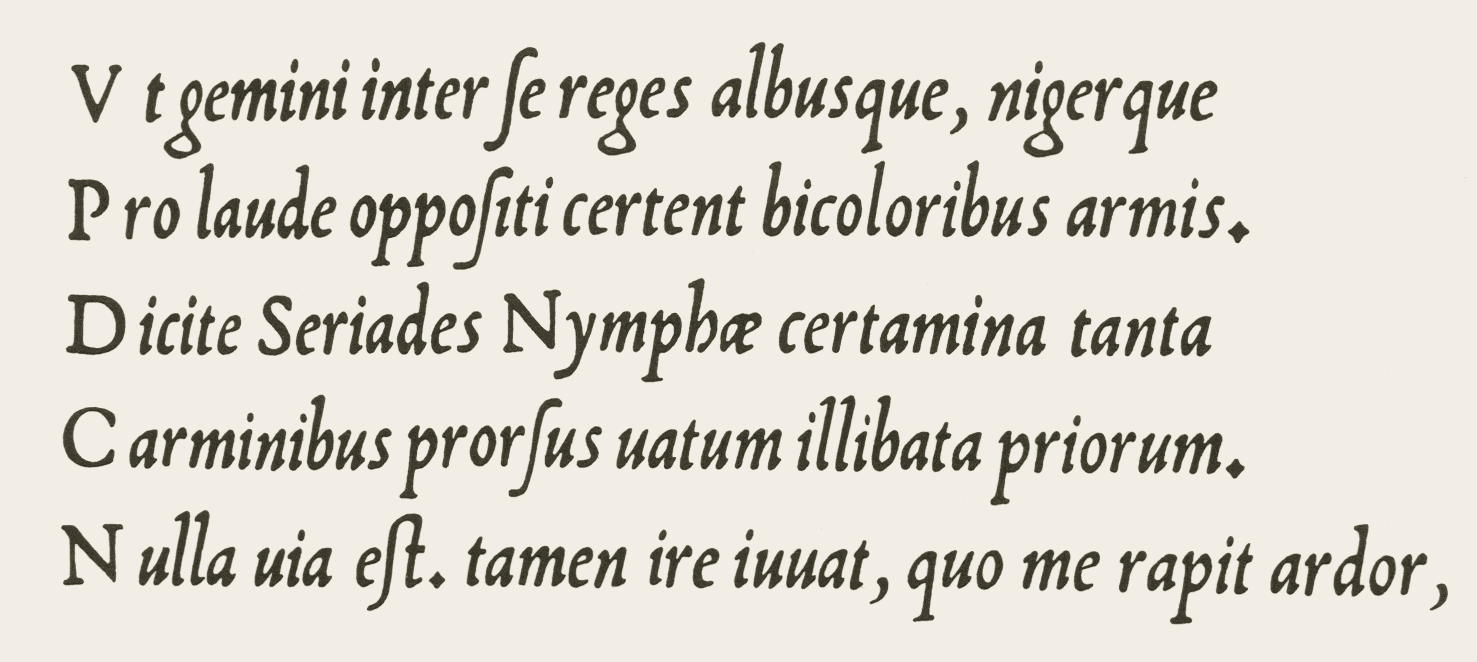
原始的義大利體字形，年代約為1527年，在當時義大利體的大寫字母還沒被設計出來。

在拉丁字母的字體排印學中，義大利體是一種手寫體印刷字形。因為受到手寫書法的影響，義大利體的字形微向右傾斜，其字母寫法也接近於手寫體，成為其主要特徵。這種字形起源於文藝復興時代的義大利，並因此得名。義大利體與羅馬體是拉丁字母印刷時最主要的兩種主流字體。

## 字形
義大利體起源于手写体，是16世纪初在意大利威尼斯就已经出现为节省版面的斜体，因此亦称为斜体。最初是与正文完全不同的独立字体出现的，现在电脑字体中已经作为在衬线体字体的一部分收入，在正体排版中需要强调、区别的时候使用。 意大利体（斜体）的英文是 Italic，在字体编辑软件中，往往以英文首字母 I 作为斜体功能的图标。

罗马体(Roman type)和意大利体(Italic type)并排显示的例子，可看出明显的字形变化。

同样的例子但使用伪斜体 oblique type，可看出字形未变化。

传统上，意大利体的字母比罗马体窄一些。除了变得倾斜之外，从罗马体和到意大利体还会根据字体的设计方式而有细微调整。 意大利体的大写字母和伪斜体的字形几乎一样，并未根据手写体进行特别修改。不过意大利体的小写字母因为省略衬线适应连笔运笔的缘故，通常与伪斜体不同。下图展现了不同的字母从罗马体转换到斜体的过程。
- 字母 a 上部没有弧线
- 字母e的拐弯弧度
- 字母 f 有长尾巴（即所谓的降部）
- 字母 k带圈或弧形
- 字母 p 带有起笔
- 字母 v 和 w 带弧形
- 字母 z 最后一笔带曲线

## 历史
義大利體诞生于1501年意大利威尼斯阿尔杜斯·马努提乌斯的印刷工坊，最初目的是为了在页面中排下更多的文字，减少篇幅，以15世纪威尼斯的书记官官方记录使用的手写体为样本，弗兰切斯科・格里福 (Francesco Griffo) 雕刻的活字称为现在義大利體的原型。这个时期制造的活字与现在的義大利體写法不同，其大写字母是比升部高度更矮一些的正体（罗马体），而且拥有多达60种以上的合字。
该字体逐渐普及，被后人称为“阿尔杜斯的意大利体”，在当时非常受欢迎，并被频繁且不正确地翻印。威尼斯元老院以及当时的教皇后来均承认奥尔德斯的垄断使用权，但仍无法阻止仿造品的猖獗。
之后该字体被传到法国，开始被称为“義大利體”。1540年代，大写字母也被克洛德· 加拉蒙等加以倾斜，逐渐被接受。

## 用法
在西文中斜体主要在以下场合使用：
- 表示强调，唤起注意
- 书籍名称、文章标题、船舶名称等
- 表示引用
- 外语，如英文文章中夹杂的法语（例：A splendid coq au vin was served. ）

当字体没有意大利體时可以考虑使用伪斜体代替。打字机、手写等无法使用斜体的时候遇到上述情况使用下划线或引号加以区别。
另外，当斜体中又遇到上述情况时，使用正体加以区别。

### 自然科学领域
生物学的学名，属名以下（种、种加词等）为区别需要使用義大利體，科以上可以使用正体。基因縮寫以義大利體表示，蛋白質縮寫則以正體區別。
数学、物理学的变量（以及和随变量变化的函数等）原则上使用義大利體书写，这是国际标准 ISO 31-11 规定的。。物理常数和变量一样用斜体书写。
按照 ISO 31-11 规定,数学常数用正体书写，但是习惯上自然对数的底 e 通常多用義大利體书写。

### 网页
HTML中使用i 要素显示斜体。需要表示强调时推荐使用em 元素。出于装饰性理由需要使用義大利體的情况时，推荐使用CSS的 font-style: italic 语句。

### 括弧
美国 The Chicago Manual of Style 15th edition 中提到，当括弧包围的内容是義大利體或伪斜体时，括弧的字体应当同样是義大利體或伪斜体（像这样），这样可以避免括弧内文字首末位字符与括弧的重叠。只有当括弧内容只有末尾几个字符是倾斜的时，这条规律才可以不遵守（像这个例子）。